# Arrondissement de la Basse-Lahn

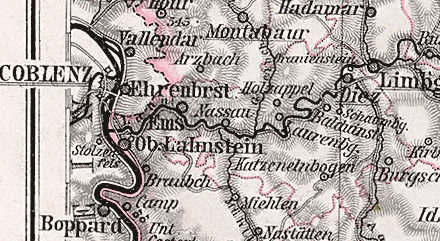
Section de la carte avec l'ancien arrondissement de la Basse-Lahn en 1905.

L'arrondissement de la Basse-Lahn est un arrondissement de Rhénanie-Palatinat jusqu'en 1969. Elle est fondée en 1867 dans le district de Wiesbaden de la province prussienne de Hesse-Nassau. Son chef-lieu est Diez.

## Géographie
Au début de 1969, l'arrondissement borde dans le sens des aiguilles d'une montre au nord, en commençant par l'arrondissement du Bas-Westerwald (de) (en Rhénanie-Palatinat), les arrondissements de Limbourg (de) et du Bas-Taunus (de) (tous deux en Hesse) et l'arrondissement de Lorelei (à nouveau en Rhénanie-Palatinat).

## Histoire

### Création
Après l'annexion (de) du duché de Nassau par la Prusse dans la guerre austro-prussienne en 1866, le duché de Nassau, la ville libre de Francfort et certaines régions du grand-duché de Hesse sont affectés au district de Wiesbaden à la suite de l'ordonnance prussienne du 22 février 1867, et le district est divisé en douze arrondissements. Les anciens bureaux nassauviens de Diez (de), Limbourg (de), Nassau (de) et Nastätten (de) forment l'arrondissement de la Basse-Lahn. Le siège du bureau de l'arrondissement (de) est Diez. Dans sa délimitation d'origine, le quartier comprend six villes et 115 paroisses rurales et a une superficie de 618,75 km2 avec 63 891 habitants.

### Changements
Le bureau de Limbourg (de) est séparé de l'arrondissement en 1886 et est ajouté à l'arrondissement nouvellement formé de Limbourg (de), avec la ville de Limbourg comme siège. En outre, la partie ouest du bureau de Naststätten (de) est rattachée au nouveau arrondissement de Saint-Goarshausen. Seule la partie orientale autour de Katzenelnbogen est restée dans l'arrondissement. L'arrondissement ne fait plus que 395 km2 et comprend 43 765 habitants dans trois villes et 80 communes rurales.
La commune de Becheln est transféré le 1er octobre 1932 à l'arrondissement de Saint-Goarshausen.
Pendant la Seconde Guerre mondiale de 1943 à 1945, l'arrondissement de la Basse-Lahn et l'arrondissement de Limbourg sont sous administration conjointe, basée dans le Limbourg.
Après la Seconde Guerre mondiale, l'arrondissement de la Basse-Lahn est rattaché à l'état alors nouvellement formé de Rhénanie-Palatinat et, avec les trois autres districts de Hesse-Nassau de Saint-Goarshausen, Bas-Westerwald (de) et Haut-Westerwald (de), est ajouté au district de Montabaur. Ce dernier est à son tour fusionné avec le district de Coblence en 1968.

### Dissolution
Au cours de la réforme régionale de Rhénanie-Palatinat, l'arrondissement de la Basse-Lahn fusionne avec le Loreleykreis pour former l'arrondissement de Rhin-Lahn le 7 juin 1969, et la ville de Bad Ems (anciennement partie de l'arrondissement) est choisie pour être son siège

## Évolution de la population
| Date | Habitants |
| ---- | --------- |
| 1871 | 67 948    |
| 1900 | 44 359    |
| 1910 | 46 089    |
| 1925 | 46 805    |
| 1933 | 48 451    |
| 1939 | 47 581    |
| 1950 | 55 387    |
| 1960 | 57 300    |
| 1968 | 61 974    |

## Administrateurs de l'arrondissement
- 1867–1874 00 Berthold von Nasse (de)
- 1888–1900 00 Robert Johannes (de)
- 1900–1918 00 Max Duderstadt (de)
- 1918-1919 00 Heinrich Thon (de)
- 1919–1932 00 Ernst Scheuern (de)
- 1936–1944 00 Hans Oppermann (de)
- 1944-1945 00 Karl Uerpmann
- 1945 0000000 Wilhelm Hartung (de)
- 1945–1946 00 Bernhard Hasenclever (de)
- 1946 0000000 Gerhard von Breitenbach (de)
- 1946–1947 00 Willi Kratt (de)
- 1947–1950 00 Wilhelm Hartung
- 1950 0000000 Christian Rörig (de)
- 1950–1958 00 Walther Meyer-Delvendahl (de)
- 1958-1969 00 Albert Reinhard (de)

## Communes
L'arrondissement comprend avant sa dissolution les communes suivantes :
| - Allendorf - Altendiez - Attenhausen - Aull - Bad Ems, ville - Balduinstein - Berghausen - Bergnassau-Schüsten (maintenant partie de Nassau) - Berndroth - Biebrich - Birlenbach - Bremberg - Burgschwalbach - Charlottenberg - Cramberg - Dausenau - Dessighofen - Dienethal - Diez, ville - Dörnberg | - Dörsdorf - Dornholzhausen - Ebertshausen - Eisighofen - Eppenrod - Ergeshausen - Flacht - Geilnau - Geisig - Giershausen (qui fait maintenant partie d'Isselbach) - Gückingen - Gutenacker - Hahnstätten - Hambach - Heistenbach - Herold - Hirschberg - Hömberg - Holzappel - Holzheim | - Horhausen - Isselbach - Kaltenholzhausen - Katzenelnbogen, ville - Kemmenau - Klingelbach - Kördorf - Langenscheid - Laurenburg - Lohrheim - Lollschied - Misselberg - Mittelfischbach - Mudershausen - Nassau, ville - Netzbach - Niederneisen - Niedertiefenbach - Oberfischbach - Oberneisen | - Obernhof - Oberwies - Pohl - Reckenroth - Rettert - Roth - Ruppenrod (qui fait maintenant partie d'Isselbach) - Schaumburg (maintenant partie de Balduinstein ) - Scheidt - Schiesheim - Schönborn - Schweighausen - Seelbach - Singhofen - Steinsberg - Sulzbach - Wasenbach - Weinähr - Winden - Zimmerschied |

La commune de Kalkofen est incorporé le 1er octobre 1937 à Dörnberg et à la commune de Freiendiez le 1er avril 1938 à Diez.

## Plaque d'immatriculation
Le 1er juillet 1956, l'arrondissement se voit attribuer le signe distinctif DIZ lors de l'introduction du numéro d'immatriculation du véhicule, toujours valable aujourd'hui. Il est dérivé de l'ancienne ville de district de Diez et est utilisé jusqu'au 6 juin 1969. Depuis le 8 juillet 2013, il est disponible dans l'arrondissement de Rhin-Lahn.